# Arculacythereis ovalis
Arculacythereis ovalis is een mosselkreeftjessoort uit de familie van de Trachyleberididae.